# Crown Heights (Brooklyn)

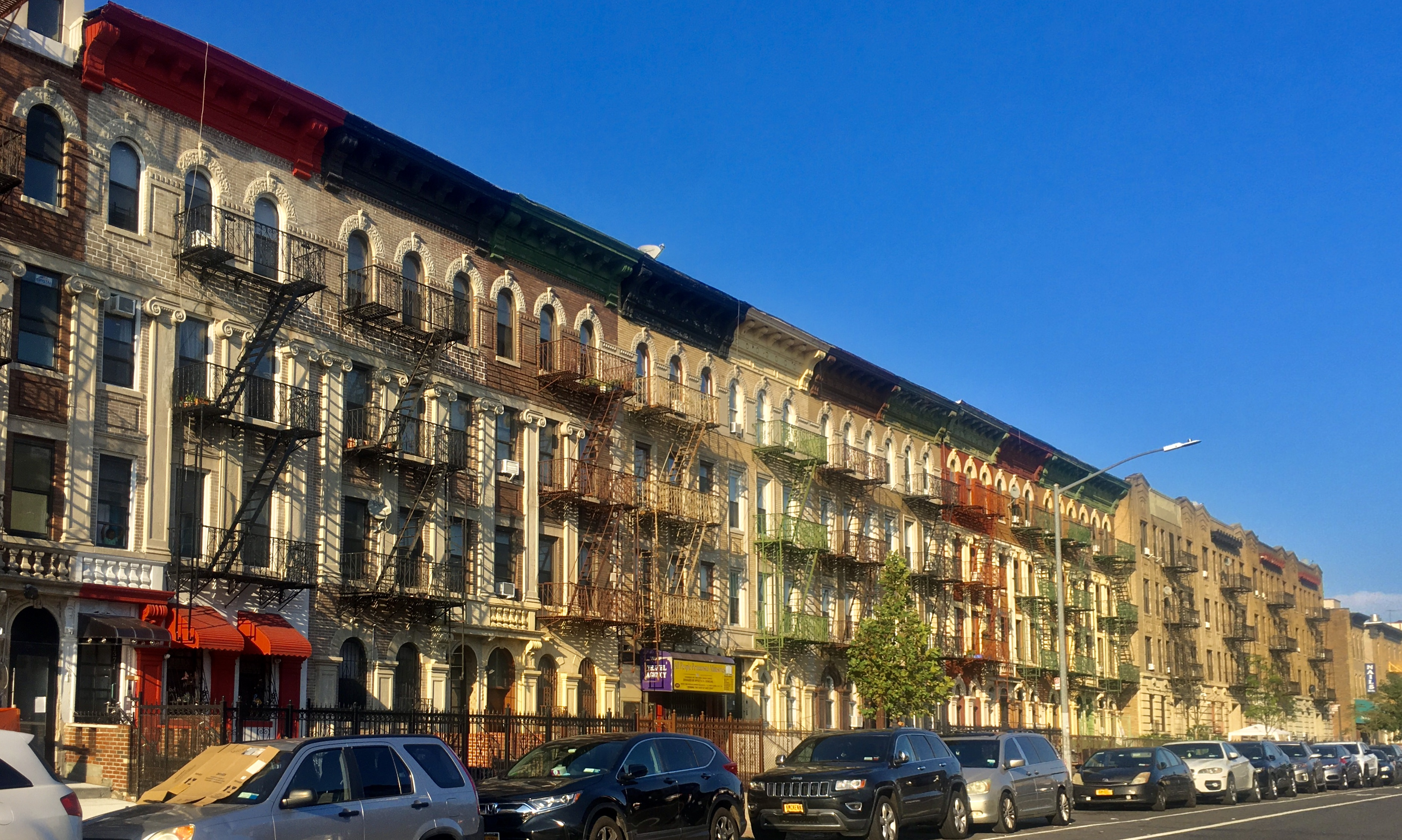
Crown Heights – St. John’s Place

Crown Heights ist ein Stadtteil im Stadtbezirk Brooklyn in New York City. Bekannt durch die hohe Einwohnerzahl orthodoxer Juden, die sich im Verlauf des 20. Jahrhunderts dort niedergelassen haben, wird das Viertel heute durch Einwanderer aus der Karibik maßgeblich mitgeprägt. Ungeachtet seiner sozial gemischten Situation wartet der Stadtteil mit einer vergleichsweise hohen Dichte kultureller Institutionen sowie architektonischer Sehenswürdigkeiten auf.
Laut US-Census lebten 2020 in Crown Heights 137.111 Einwohner.

## Beschreibung

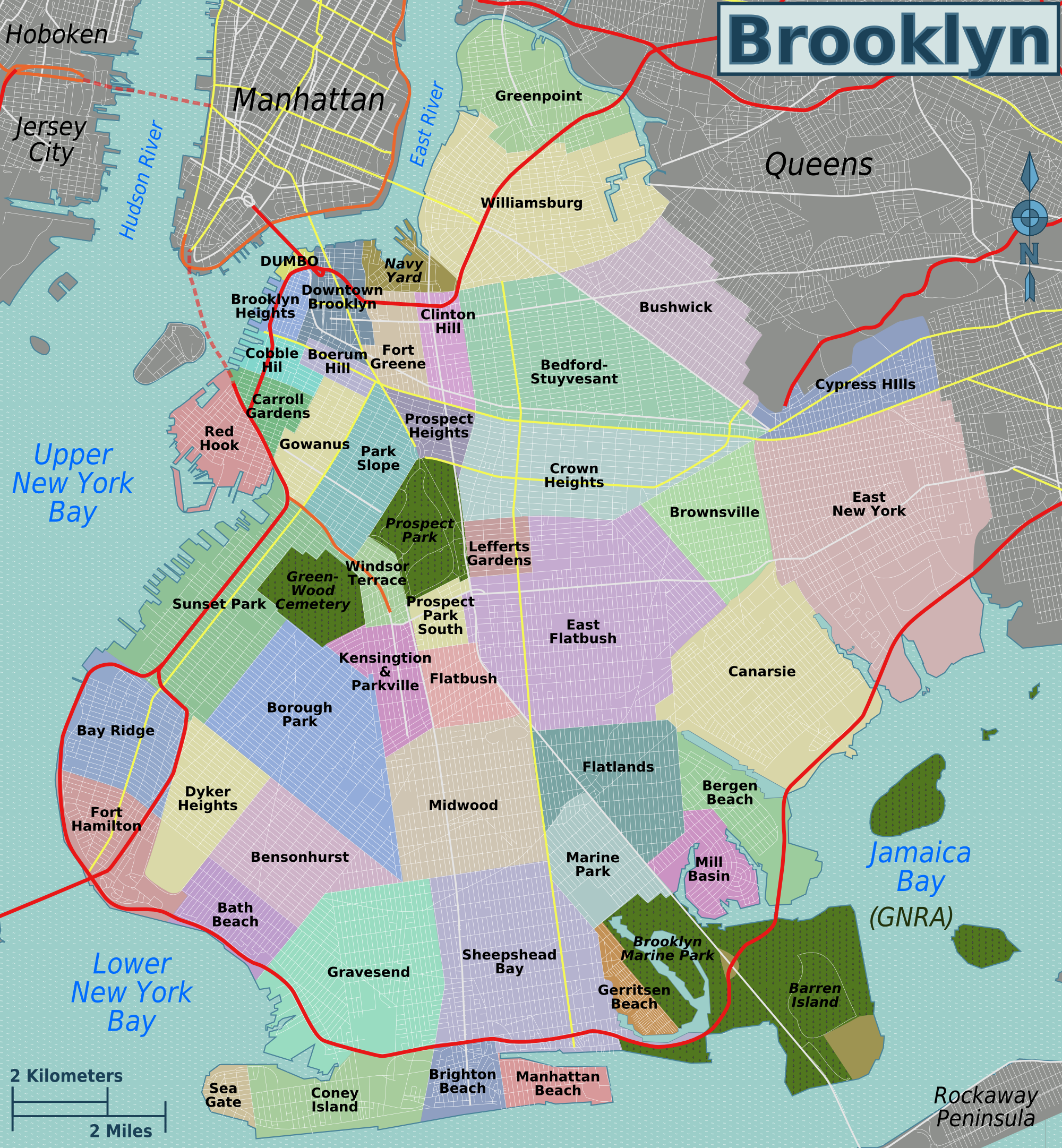
Lage von Crown Heights

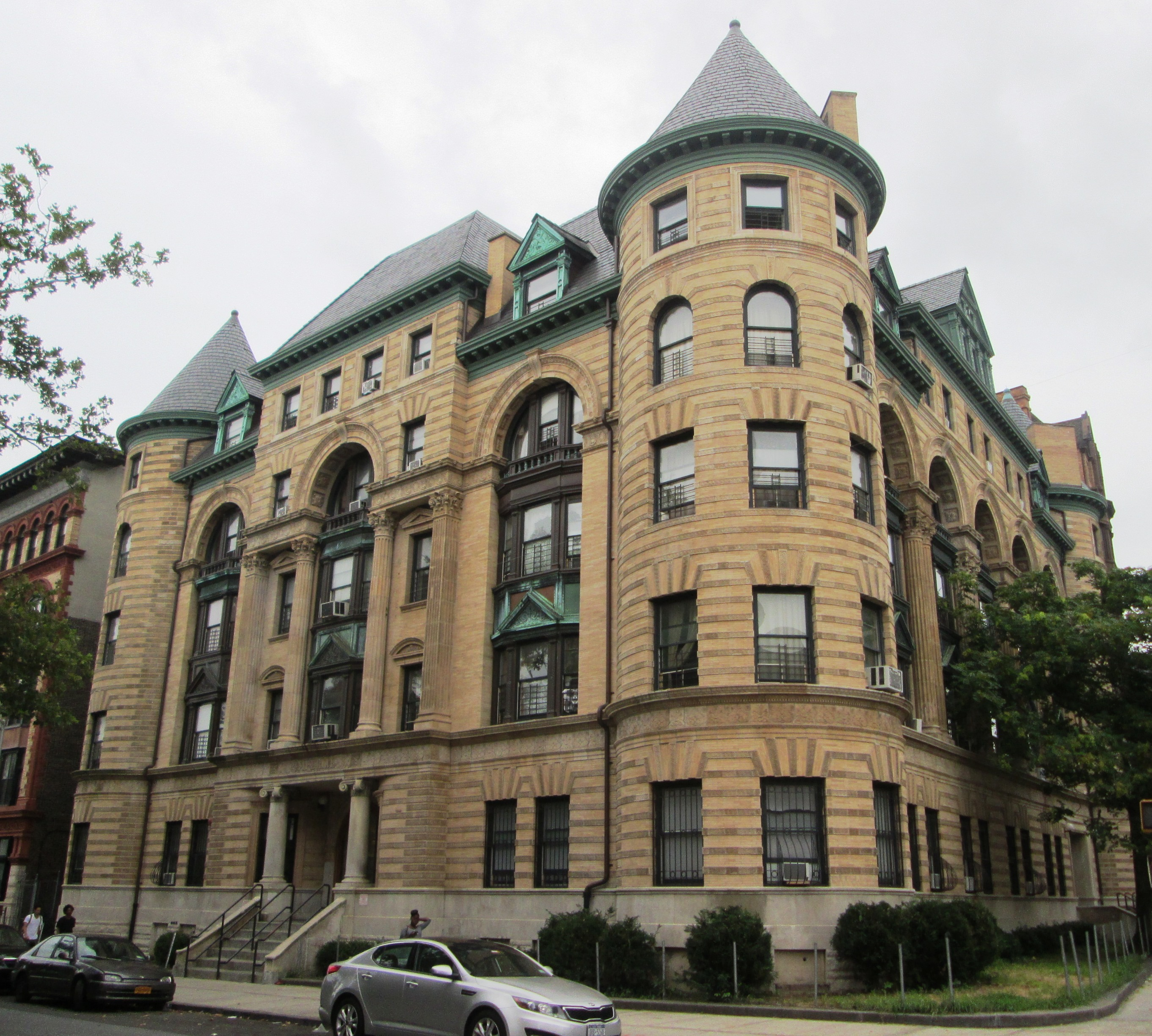
Neorenaissance-Gebäude Imperial Apartments in der Bedford Avenue

### Lage
Crown Heights liegt inklusive „Lincoln Terrace Park“ mit einer Fläche von knapp 5,4 km² in zentraler Lage von Brooklyn nordöstlich des Prospect Parks. Benachbarte Stadtteile sind Bedford–Stuyvesant im Norden, Ocean Hill (Brownsville) im Osten, Prospect Lefferts Gardens und Flatbush im Süden sowie Prospect Heights im Westen. Begrenzende Straßen sind im Norden die Atlantic Avenue, im Osten die Ralph Avenue, im Süden der Empire Boulevard und die East New York Avenue sowie im Westen die Washington Avenue entlang des Prospect Parks. Zwischen Troy Avenue und Ralph Avenue befindet sich das zu Crown Heights gehörende von freien Afroamerikanern gegründete ehemalige Dorf und heutige Viertel Weeksville. Das südlich gelegene Viertel Wingate wird manchmal als eigener Stadtteil oder als Teil von Crown Heights, East Flatbush und/oder Prospect Lefferts Gardens betrachtet und wird hier datenmäßig nicht berücksichtigt. Wichtigste Ost-West-Verbindungsstraße durch den Stadtteil ist der Eastern Parkway.

### Verwaltung

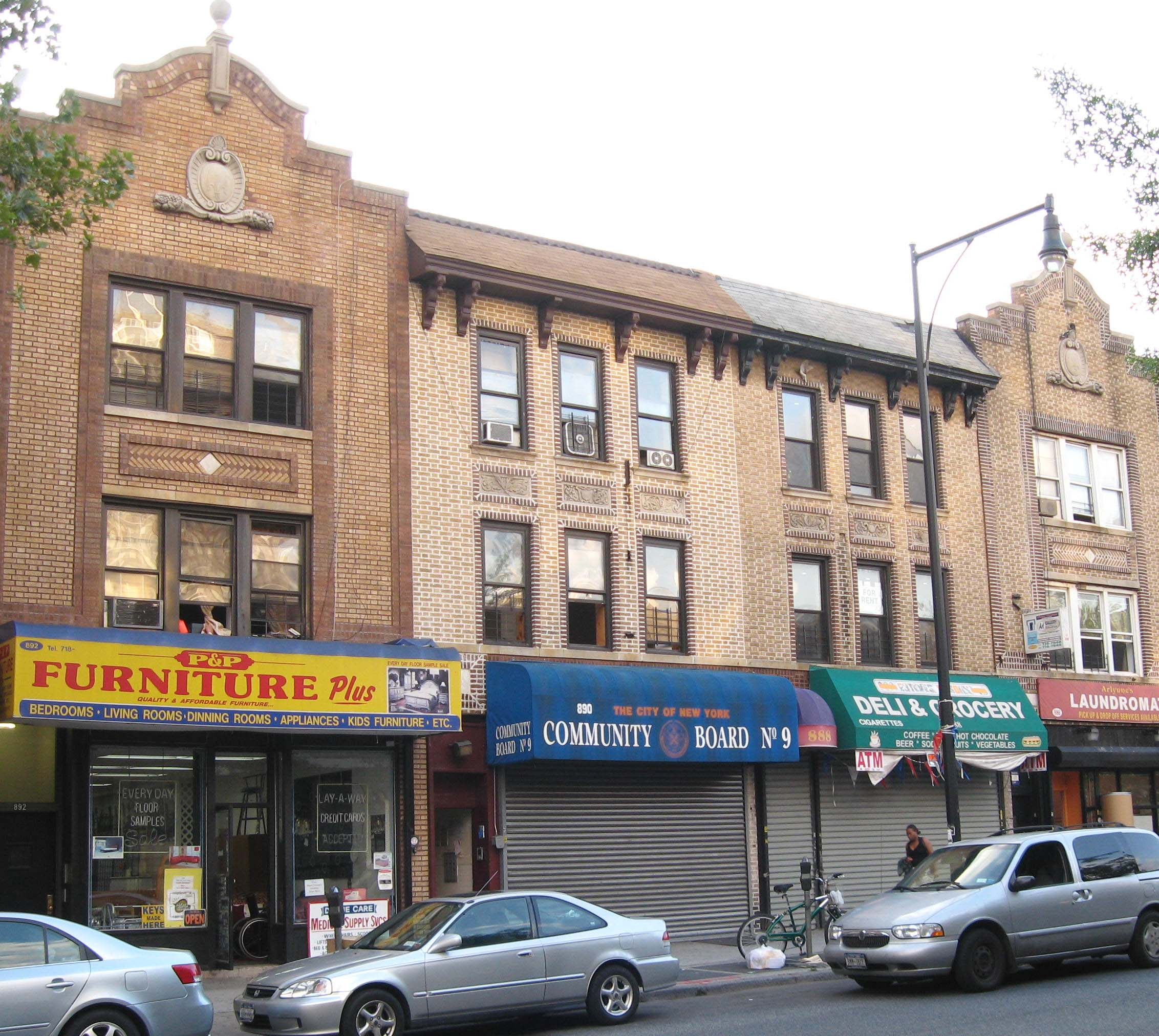
Sitz des Community Boards in der Nostrand Avenue

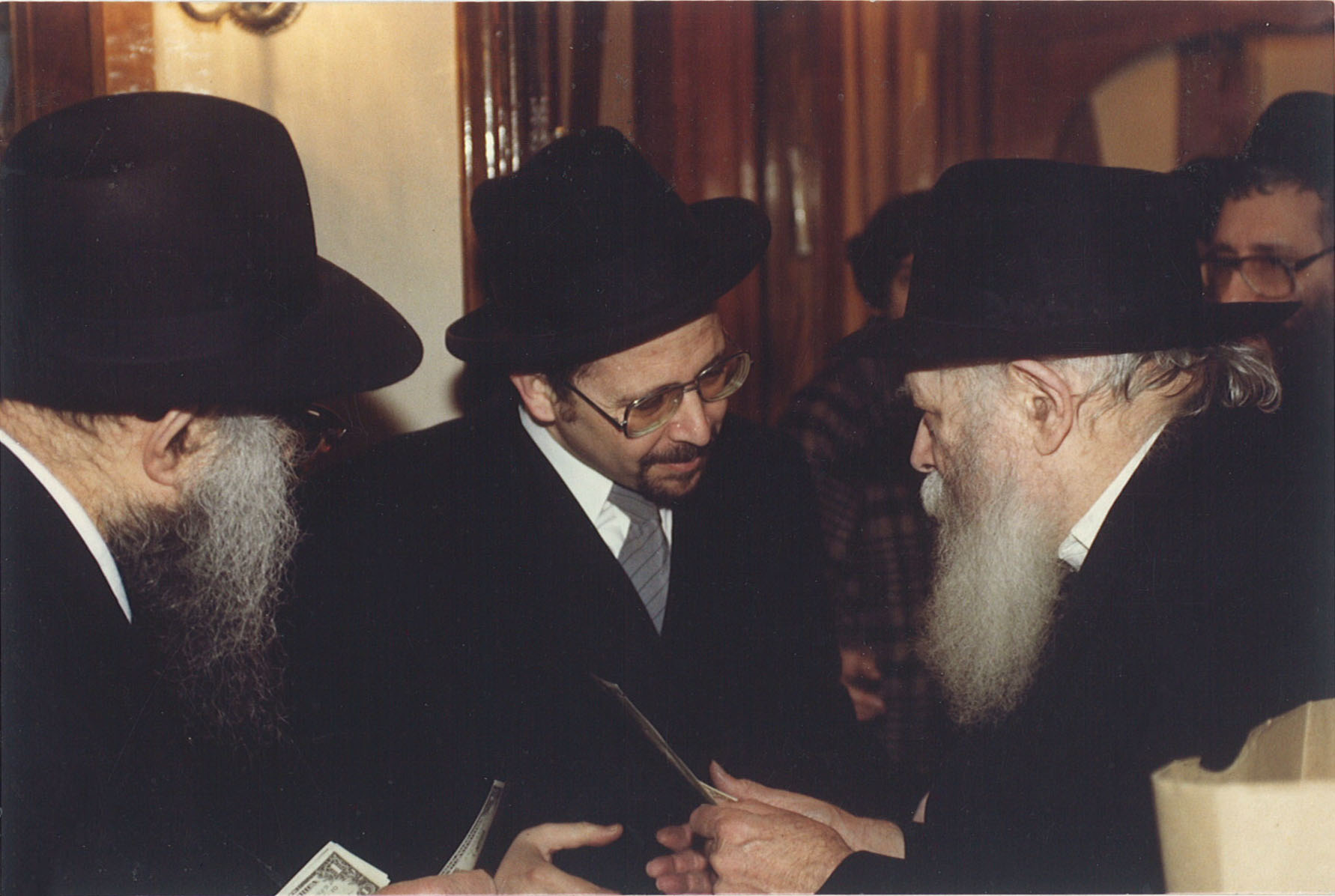
Menachem Mendel Schneerson (rechts), bis 1994 Oberrabbi der jüdisch-orthodoxen Chabad-Bewegung

Verwaltungsmäßig ist Crown Heights zwei Community Districts (CD) zugeordnet: Crown Heights (North) zu Brooklyn Community District 8 und Crown Heights (South) zu Brooklyn Community District 9. Die Grenze zwischen den beiden Verwaltungseinheiten bildet die Hauptverkehrsstraße Eastern Parkway. Die polizeilichen Zuständigkeiten orientieren sich grob an der Distriktaufteilung. Das zu Brooklyn-Süd zählende 71. Polizeirevier befindet sich in der Nähe des Empire Boulevards. Das Brooklyn-Nord zugehörende 77. Polizeirevier liegt zentral im Stadtteil zwischen Atlantic und Kingston Avenue. Die Postleitzahlen sind 11213, 11216, 11225, 11233 und 11238. Kommunalpolitisch wird es durch den 35., 36. und 41. Bezirk des New York City Council (Stadtrat) vertreten.

### Verkehr
Crown Heights ist mit mehreren Linien in das Nahverkehrsnetz der New York Subway eingebunden. Auf der IRT Eastern Parkway Line, die den Stadtteil von West nach Ost durchquert, verkehren die Linien  und . Auf der von der IRT Eastern Parkway Line nach Süden abzweigenden IRT Nostrand Avenue Line fahren die Züge  und . Auf der relativ kurzen BMT Franklin Avenue Line mit vier Stationen verkehrt die Linie  von der Station Franklin Avenue in Bedford–Stuyvesant nach Süden zur Station Prospect Park in Prospect Lefferts Gardens und bedient dabei im Osten von Crown Heights die Stationen Park Place und Botanic Garden. Zentrale Subway-Stationen befinden sich an den Avenues Franklin, Nostrand, Kingston und Utica. Die Metropolitan Transportation Authority betreibt des Weiteren 12 Buslinien in Crown Heights.

## Geschichte

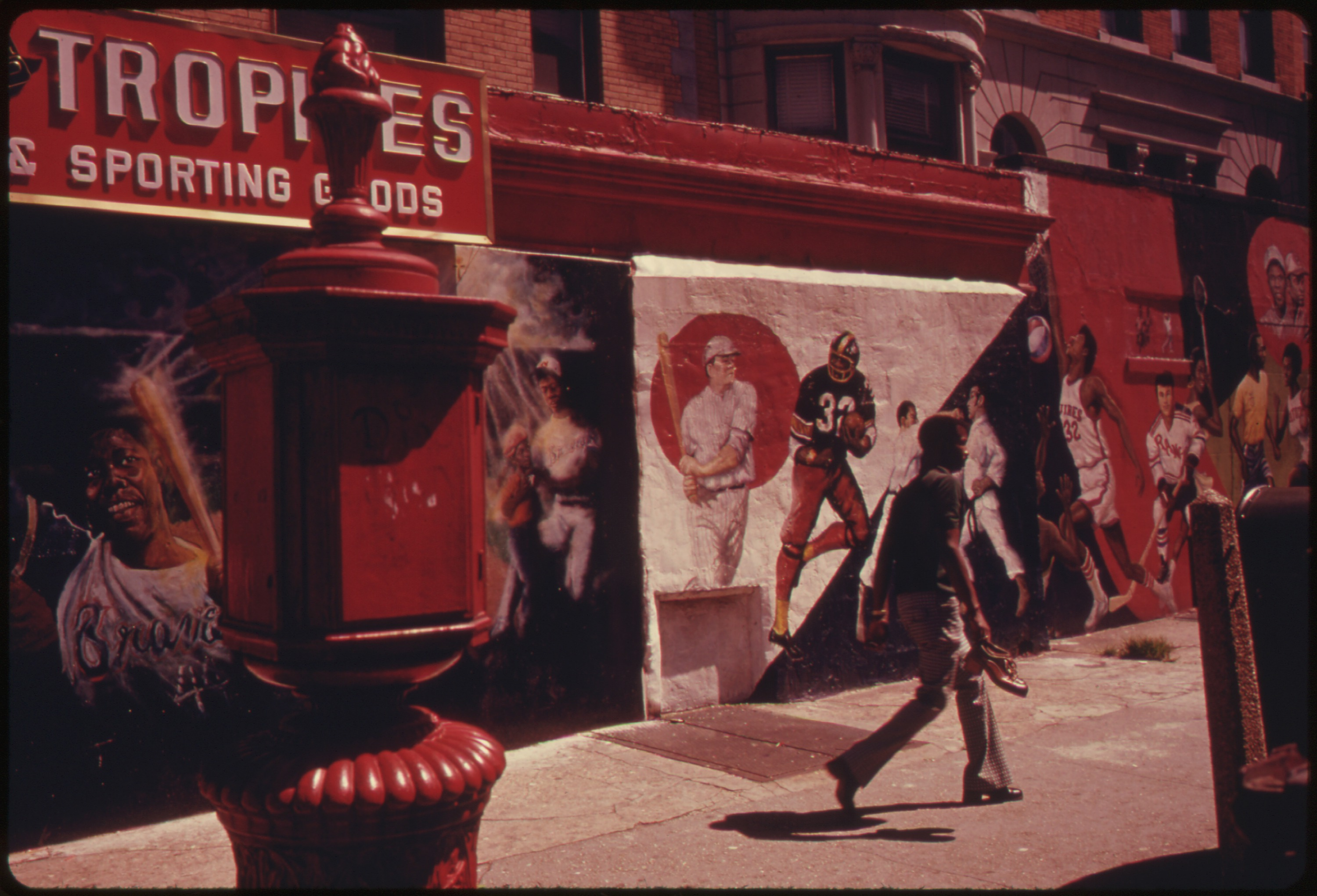
Mural in der Nostrand Avenue (1974)

Die Gegend um den heutigen Brooklyner Stadtteil wurde zu Anfang des 17. Jahrhunderts von den Niederländern in Anspruch genommen. Erste Siedlungen von Europäern entstanden in den Jahrzehnten nach 1650. Die Besiedlung ging mit der Verdrängung der indianischen Urbevölkerung einher – vorwiegend Angehörige der Lenni Lenape, die nach einigen Auseinandersetzungen ins Hinterland auswichen. Im Verlauf des 19. Jahrhunderts wurden die unter der Verwaltungseinheit Kings County zusammengefassten Ansiedlungen im Westen der Insel Long Island nach und nach in die prosperierenden Stadt Brooklyn eingegliedert. Bis zum Ende des 19. Jahrhunderts hatte sich der Stadtteil als Wohnquartier für besserverdienende Aussiedler aus Manhattan etabliert – wobei abseits der großen Verbindungsstraßen auch ausreichend Quartiere mit eher kleinbürgerlichem Zuschnitt vorhanden waren.
Seit der Wende zum 20. Jahrhundert profilierte sich der Stadtteil mehr und mehr als Zuzugsareal für Angehörige der jüdischen Mittelschicht. Um die Jahrhundertmitte stellten zugezogene Juden die Mehrheit der weißen Stadtteilbewohner. Ab dem Zweiten Weltkrieg setzte ein verstärkter Zuzug von Schwarzen aus der Karibik ein, die Teil der Bevölkerung des Stadtteils wurden. Der in mehreren Wellen erfolgende Zuzug – erst Wegzügler aus Harlem infolge der verbesserten (und durch Duke Ellingtons bekannten Titel Take the A-Train in die Populärkultur eingegangene) Subway-Anbindung, später dann verarmte Südstaaten-Schwarze sowie Einwanderer aus der Karibik – setzte Verdrängungsprozesse in Gang, die durch forcierte Immobilienverkäufe zusätzlich verschärft wurden.
Brownsville, East New York, Flatbush und Bushwick avancierten im Verlauf dieses Prozesses zu vorwiegend schwarzen Stadtvierteln; die untere weiße Mittelschicht zog in Randlage-Viertel wie Carnasie und Bensonhurst. Eine Ausnahme bei diesen innerbezirklichen Migrationsbewegungen war Crown Heights. Die orthodox-jüdischen Lubawitscher scharten sich um den New Yorker Rebbe Menachem Mendel Schneerson, der sich explizit dafür einsetzte, den Stadtteil als jüdisches Wohnquartier nicht aufzugeben. Die Finanzkrise 1975, der einseitige Boom der Dienstleistungswirtschaft seit den 1980ern sowie der damit einhergehende Bedeutungsverlust der alten Industrien zog Brooklyn insgesamt stark in Mitleidenschaft. Armut und soziale Polarisierung beeinträchtigten das Zusammenleben der unterschiedlichen Ethnien.

### Rassenkonflikte und Gentrifizierung
Die schwelenden Rassenkonflikte in Crown Heights eskalierten im Sommer 1991 in den sogenannten Crown Heights Riots. Auslöser war der unfallverursachte Tod eines siebenjährigen Kindes von Einwanderern aus Guayana durch einen jüdischstämmigen Autofahrer. Begleitet wurde die Eskalation zwischen dem orthodox-jüdischen und dem karibischstämmigen Bevölkerungsteil einerseits vom Vorwurf der sozialen Ausgrenzung, andererseits von antisemitischer Stimmungsmache sowie pogromartigen Attacken Schwarzer auf jüdische bzw. chassidische Bewohner des Stadtteils.
Mit ausgelöst durch die anlaufenden Gentrifizierungsprozesse im Ostteil Brooklyns, hat sich die prekäre Lage im Stadtteil seit den 1990er-Jahren leicht verbessert. Ein Bericht der Jüdischen Allgemeinen konstatierte 2011 allerdings, dass das Zusammenleben der unterschiedlichen ethnischen Gruppen eher von Nebeneinander und von Gleichgültigkeit als von einem wirklichen Miteinander geprägt sei. Der orthodox-jüdische Bevölkerungsanteil hat sich zwischenzeitlich konsolidiert. So arbeiten zahlreiche schwarze Angestellte in Betrieben der Lubawitscher. 2013 gab es erneut antisemitische Vorfälle. Von übergrifflichen Attacken betroffen waren diesmal vorwiegend jüdische Kinder und Jugendliche.

## Bevölkerung
Demografisch wird der Stadtteil von einer schwarzen Bevölkerungsmehrheit dominiert. 2020 waren von den 137.111 Einwohnern 69.948 (51 %) Schwarze, 35.586 (26 %) Weiße, 4.670 (3,4 %) Asiaten, 17.026 (12,4 %) Hispanics und Latinos sowie 9.881 (7,2 %) andere Ethnien. Offizielle Berichte der Stadt New York wiesen für das Jahr 2010 eine insgesamt rückläufige Einwohnerentwicklung für die Crown Heights auf. Den Zahlen der Stadt zufolge ist der Anteil weißer Bewohner in den beiden Stadtteilen North und South deutlich angestiegen, der Anteil schwarzer Bewohner hingegen gesunken. Ungeachtet dessen stellen Bewohner mit dunkler Hautfarbe die überwiegende Mehrheit: 45.971 von 88.470 in Crown Heights North und 23.977 von 48.641 in Crown Heights South.
Nach wie vor ist der Bezirk stark von Armut sowie sozialen Spannungen geprägt. Die Kriminalitätsrate ist seit Mitte der 1990er-Jahre zwar rückläufig. Der 71. Polizeibezirk mit seinen insgesamt 450.000 Bewohnern (dessen Hauptrevier von Medien mitunter als „Fort Dogde“ bezeichnet wurde), galt jedoch bis weit in die 1990er als einer der härtesten in New York – mit einer Kriminalitätsrate, die diejenige des Problemstadtteils East New York übertraf. Für den Rückgang führte eine Vor-Ort-Reportage der Berliner Zeitung 1996 mehrere Gründe auf: zum einen die Zero-Tolerance-Politik von New Yorks damaligem Oberbürgermeister Rudy Giuliani, zum zweiten den Rückgang der Crack-Welle der 1990er-Jahre. An deren Stelle sei zwischenzeitlich, so ein in dem Bericht zitierter Police Officer, die eher betäubende Droge Heroin getreten. In die Schlagzeilen geraten war der Polizeibezirk darüber hinaus durch eine hohe Anzahl polizeilicher Misshandlungen. Ein Report von Amnesty International habe, so der Artikel der Berliner Zeitung, 90 Fälle aufgelistet – darunter auch solche mit Tod durch Polizeieinwirkung.
Das orthodox-jüdische Leben der Lubawitscher sowie kleinerer orthodoxen Richtungen konzentriert sich am dichtesten im zentralen Abschnitt des Stadtteils auf beiden Seiten des Eastern Parkway zwischen Nostrand Avenue und Kingston Avenue. Die jüdische Bevölkerung des Stadtteils gilt als die größte innerhalb New Yorks. Vereinzelter Verbesserungen ungeachtet wird der Stadtteil in Berichten und Reisetipp-Ratgebern jedoch nach wie vor als gefährliches Pflaster ausgewiesen.

## Kultur

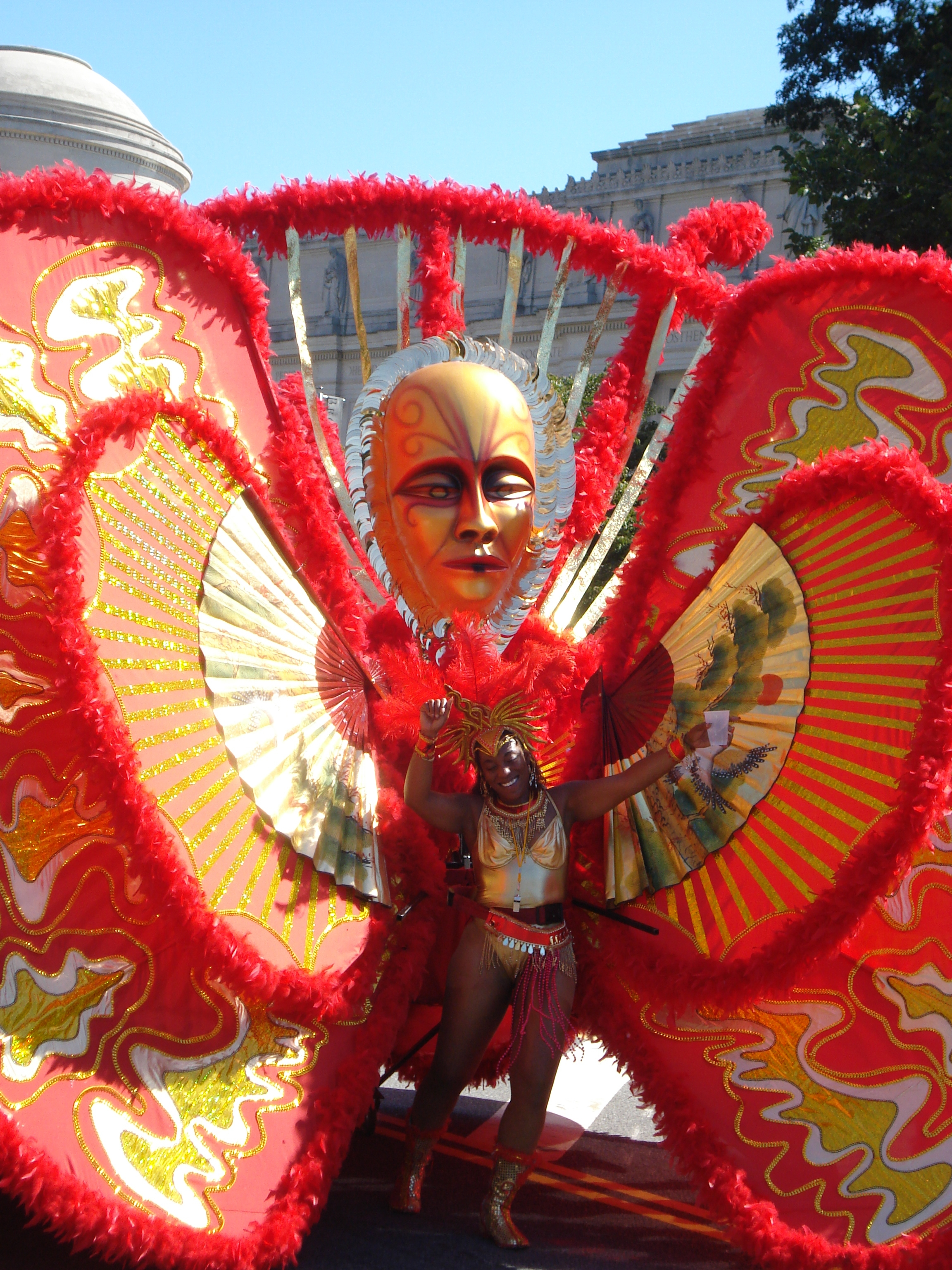
West Indian Day Parade (2008)

Verglichen mit anderen Stadtteilen wartet Crown Heights mit einer überdurchschnittlichen Anzahl bedeutender architektonischer und kultureller Einrichtungen auf. Über den Stadtteil hinaus von Bedeutung waren oder sind:
- das an der Grenze zum Prospect Park liegende Brooklyn Museum – das zweitgrößte Museum New Yorks.
- das Brooklyn Children’s Museum. Das 1899 gegründete und unweit der Atlantic Avenue im Stadtteil Bedford-Stuyvesant gelegene Museum ist das älteste Kindermuseum der Welt. Nach einer umbaubedingten Wiedereröffnung 2008 ist es das erste Grüne Museum in New York.
- das Jewish Children’s Museum. Die zentral im Stadtteil nahe dem Eastern Parkway gelegene Einrichtung ist das größte jüdische Kindermuseum der USA.
- das im gotischen Stil erbaute Hauptquartier der jüdisch-orthodoxen Lubawitscher-Chassidim am Eastern Parkway.
- das Weeksville Heritage Center – ein historisches Viertel in Weeksville, das bekannt wurde als Hochburg der freien schwarzen Nordstaaten-Community und Hochburg des Abolitionismus.
- das Ebbets Field – das ehemalige Heimstadion der Brooklyner National-League-Baseballmannschaft Brooklyn Dodgers. Nach dem Wegzug der Dodgers 1957 wurde das Stadion aufgegeben. Auf dem Areal befindet sich nunmehr ein Sozialwohnungskomplex mit 25.000 meist schwarzen Bewohnern.[11]
- der Labor Day Carnival mit der zentralen Veranstaltung West Indian Day Parade findet alljährlich im September statt. Mit ein bis drei Millionen Teilnehmern ist der Labor Day Carnival eine der beiden zentralen Straßenkarneval-Festivitäten in Brooklyn.

## Persönlichkeiten

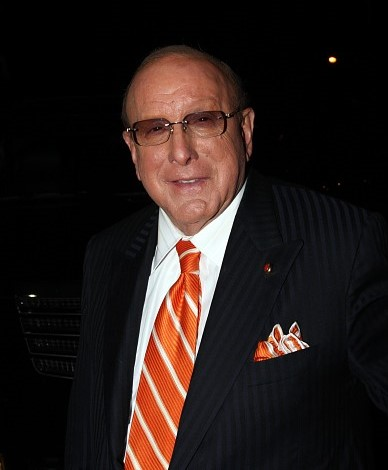
Musiklabel-Manager Clive Davis (2007)

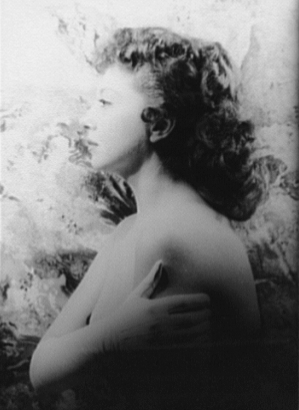
Die Opernsängerin Beverly Sills (1956)

Ebenso wie andere Stadtteile Brooklyns weist auch Crown Heights einen hohen Anteil prominenter Bürger auf. Folgende bekannten Personen sind entweder im Brooklyner Stadtteil Crown Heights geboren oder haben zeitweilig dort gelebt:
- Bob Arum (geboren 1931), Boxpromoter
- Buckshot, Rapper
- Shirley Chisholm (1924–2005), erste afroamerikanische Abgeordnete im US-Repräsentantenhaus
- Clive Davis (geb. 1932), Musiklabel-Manager und aktueller CEO bei dem zu RCA gehörenden Label J Records
- I.A.L. Diamond (1920–1988), Drehbuchautor
- Byron Donalds (geboren 1978), Politiker, Unternehmer und Vertreter von Florida im Repräsentantenhaus der Vereinigten Staaten
- Yitzchak Ginsburgh (geboren 1944), US-amerikanischer Chabad-Rabbiner, bekannt geworden unter anderem durch seine extremen Positionen in Bezug auf Israel sowie rassistische Statements.
- Hakeem Jeffries (geboren 1970), Politiker
- Norman Mailer (1923–2007), Schriftsteller
- Matisyahu Miller (geb. 1979), Reggae- und Hip-Hop-Musiker
- Stephanie Mills (geboren 1957), R&B- und Soul-Sängerin
- Kendall Schmidt (geboren 1990), Sänger und Schauspieler – unter anderem in der TV-Serie Big Time Rush
- Menachem Mendel Schneerson (1902–1994), geistliches Oberhaupt der Lubawitscher Chassiden
- Carl Sigman (1909–2000), Songkomponist – unter anderem für das Orchester von Glenn Miller, Frank Sinatra und Billie Holiday
- Beverly Sills (1929–2007), US-amerikanische Opernsängerin
- Mighty Sparrow (geboren 1935), Calypso-Sänger, -Komponist und -Gitarrist
- Aaron Swartz (1986–2013), Softwareentwickler, Hacker und Creative-Commons-Aktivist